# Carl Jørgen Kiønig
Carl Jørgen Kiønig (nascut el 9 de març 1949) és un director de cinema i músic noruec.
En la seva joventut a Bærum, va formar el grup de rock progressiu Rain juntament amb el guitarrista/baixista Åsmund Fedje i el teclista Knut Heljar Hagen. Kiønig tocava la bateria i la percussió. Després de la mort d'Hagen, Kiønig i Fedje van continuar fent música, i han fet música junts per a moltes obres radiofòniques, sovint dirigits per Nils Nordberg, i per a les pel·lícules i actuacions teatrals de Kiønig.
Ha realitzat produccions per a teatre, cinema, televisió i ràdio. És especialment conegut per les seves produccions de les obres de teatre de Sam Shepard.Juntament amb Terje Rypdal va crear un nou musical noruec Phantasma  que barrejava el rock i els mites japonesos/asiàtics.
Va créixer a Bærum i viu amb l'actriu Marianne Krogh.

## Director
- Blind gudinne (1997)
- Salige er de som tørster (1997)
- Den 25. timen (1990)
- Sabeltigerens sønn (1989)
- Fri (1987)
- En annen historie (1983)

## Música
- Blind gudinne – Sèrie de televisió (1997)
- Salige er de som tørster – pel·lícula (1997)
- Sort messe – radioteatre (1975)

## Premis
- Premi Amanda 1987 a la millor producció televisiva de la classe per Fri[3]
- Amandaprisen 1998 a la millor pel·lícula noruega de la categoria per Salige er de som tørster[4]